# Flor 61
Flor 61, abréviation de « Fleurs du monde entier à Turin » en italien, est l'exposition internationale qui s'est tenue du 28 avril au 15 juin 1961 dans le parc du Valentino, à Turin, au Piémont, pour les célébrations du centenaire de l'unité italienne.

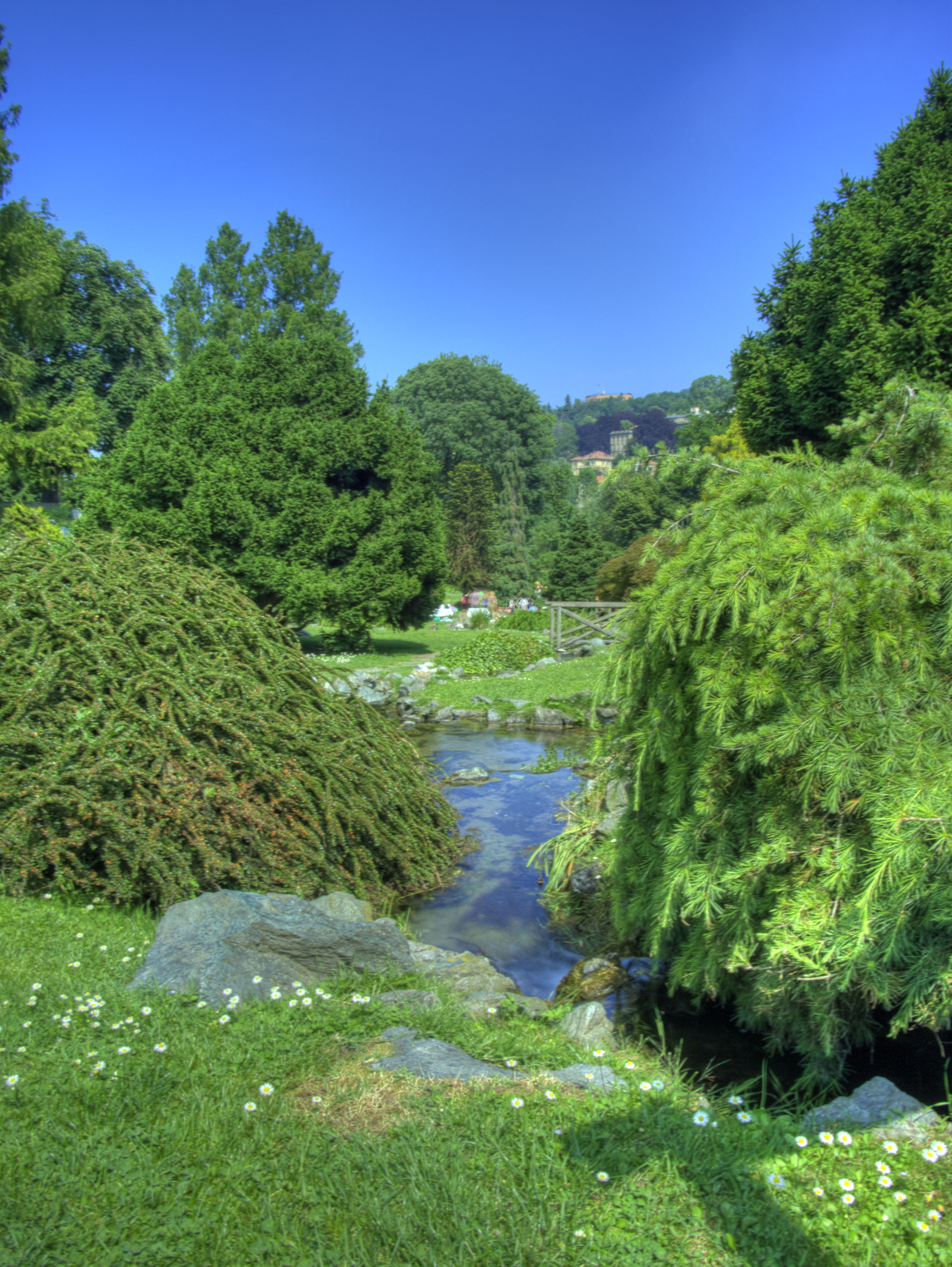
Le jardin rocheux aujourd'hui

Cette exposition est réalisée d'après le projet du chevalier du travail Giuseppe Ratti.

## Organisation de l'exposition
Les cinq salons du Palais des Expositions du Valentino sont réservés aux différentes sections: plantes d'appartement et de serre chaude, fleurs coupées, compositions florales, produits de jardinage y sont exposés sur une superficie de 45 000 mètres carrés. Les expositions « Les fleurs dans la philatélie », « Photographies de fleurs et jardins » et « Les plantes dans la maison » complètent la manifestation.
À l'extérieur, sur une superficie de 140 000 mètres carrés, a lieu l'exposition du jardin.
Il a fallu neuf mois de travail pour la construction des ponts, des terrasses, des routes, pour l'aménagement des cours d'eau, l'installation d'une cabine électrique, d'un bassin et d'une serre.
Pour l'occasion le projet d'éclairage du parc, de ses fontaines et de ses chemins, est accompli par Guido Chiarelli, ingénieur en chef à la Mairie.
L'éclairage est fourni par trois tourelles de 66 projecteurs et une fontaine lumineuse entièrement automatique suscite l'admiration des visiteurs. Ces travaux ont aussi un caractère permanent comme la roseraie, riche de plus de 8 000 rosiers de variétés différentes.

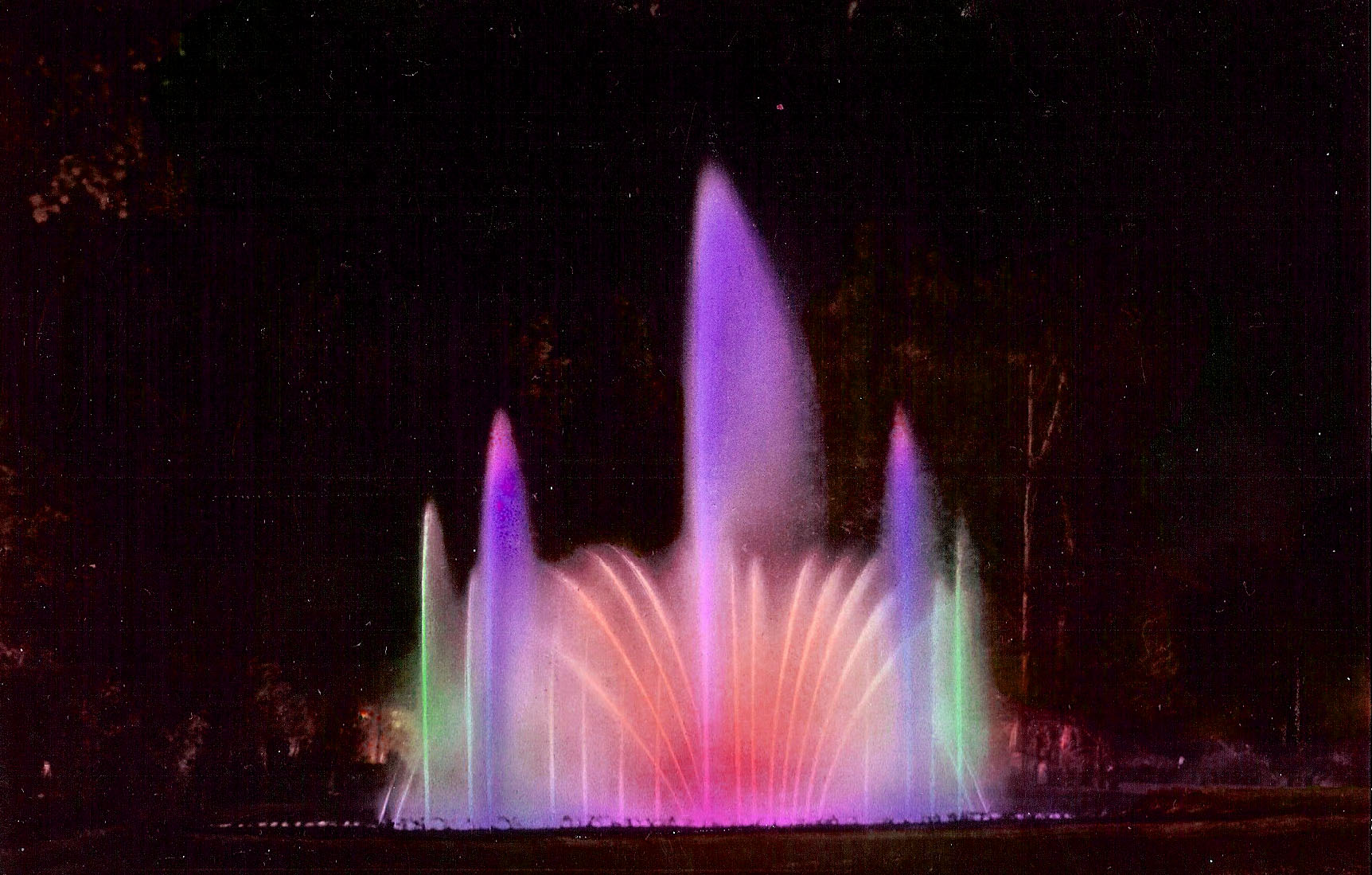
La fontaine lumineuse en 1961.

Huit cents exposants de 19 nations participent à cette exposition et notamment : l'Allemagne, la Belgique, la France, la Hollande et la Suisse avec une présentation nationale officielle.
Le succès de la manifestation est confirmé par les 600 000 visiteurs. L'exposition Flor 61 est définie comme « une exposition spectaculaire », « un triomphe pour l'organisation » par des personnalités du monde politique et culturel italien et étranger.
Élisabeth II, reine du Royaume-Uni, lors de sa visite, témoigne de sa satisfaction aux organisateurs. Le jardin rocheux au Parc du Valentino a été conservé après la manifestation, comme témoignage de l’exposition.

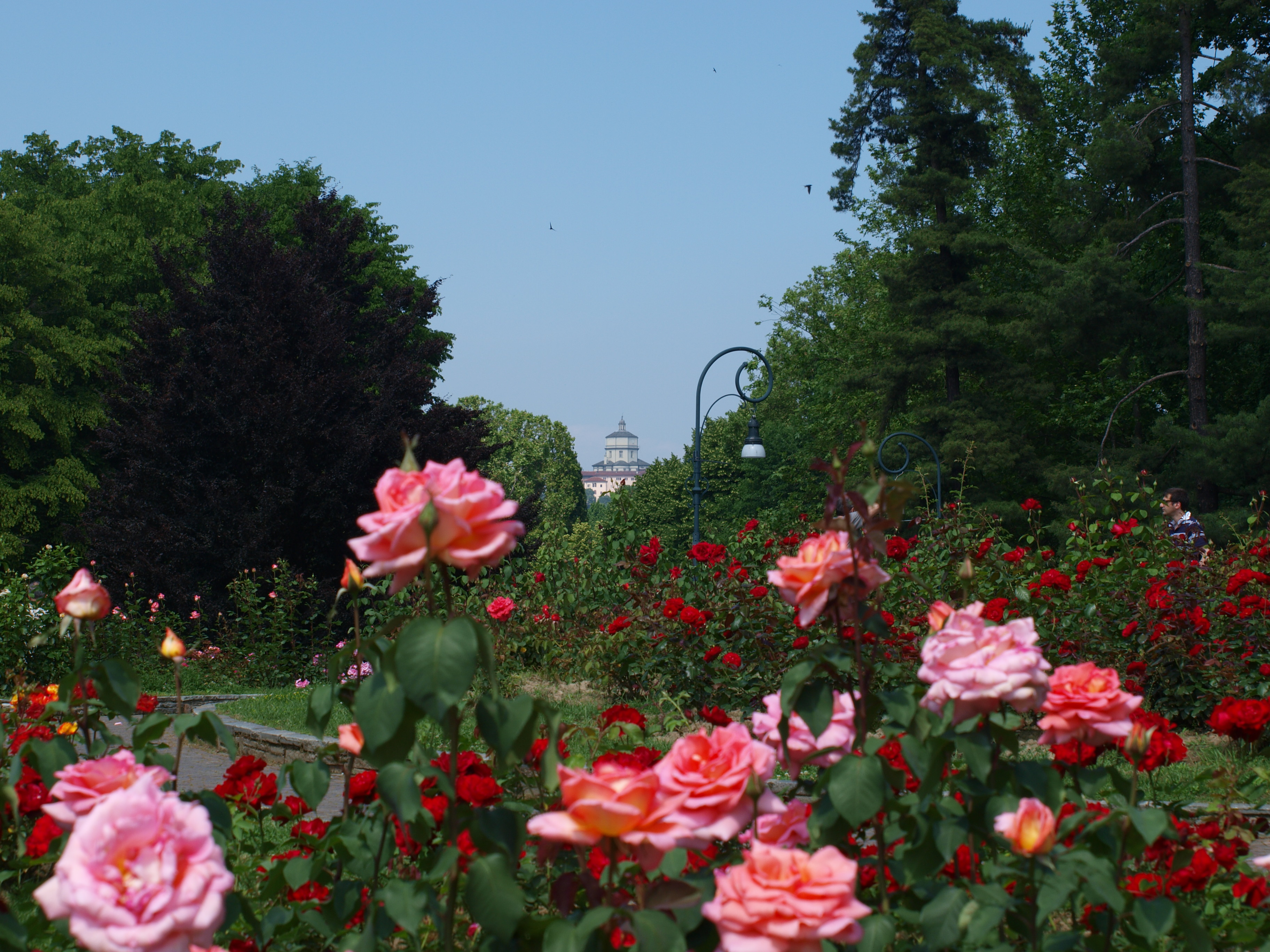
La roseraie, en 2010